# Kruis van het Verdedigingsverbond
Het Kruis van het Verdedigingsverbond (Estisch: Kaitseliidu Valgerist), werd op 11 december 1928 ingesteld om Esten en anderen te kunnen decoreren voor hun daden en verdienste voor de onafhankelijkheidsstrijd.
- Eerste Klasse

- Tweede Klasse

- Derde Klasse (Vergelijkbaar met Ridder)

Men draagt het versiersel aan een lint op de linkerborst.
Het versiersel is een wit geëmailleerd kruis met acht punten. De onderste arm is veel langer dan de andere armen. In het midden is een zilveren adelaar met een blauw schild en een zwaard op een gouden naar beneden gericht zwaard gelegd. Op het medaillon van de keerzijde staat "11 XI 1918".
Het lint is donkerblauw met wit-geel-witte strepen.
Men kan van een historische onderscheiding spreken; de onderscheiding werd al in 1928 door de Orde van het Adelaarskruis opgevolgd. Het Kruis van de Verdedigingsbond is sindsdien niet meer toegekend.